# 卡爾沃島
54°43′29″N 11°51′34″E / 54.724657°N 11.85939°E

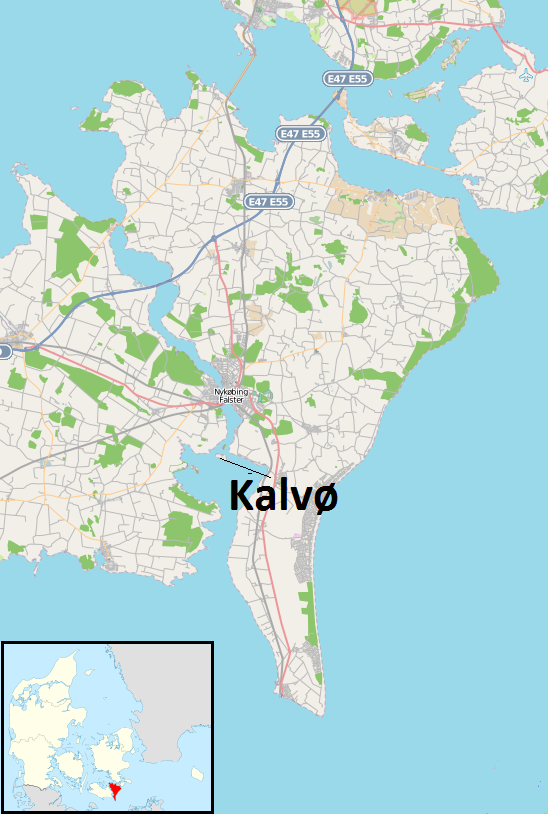

卡爾沃島（丹麥語：Kalvø），是丹麥的島嶼，位於古爾德堡海峽南部，處於洛蘭島和法爾斯特島之間，由古爾堡松市鎮負責管轄，最高點海拔高度3米。